# پرسس (تیتان)
پرسس (به انگلیسی: Perses؛ یونان باستان: Πέρσης) در اساطیر یونانی، پسر تیتان کریوس و یوروبیا و برادر آسترائوس و پالاس است. روایت‌های باستان به‌جز ازدواج و فرزندان او اطلاعات بسیار کمی از پرسس را ثبت کرده‌اند. نقش اسطوره‌ای او بیش‌تر نسب‌شناختی است و صرفاً به‌منظور شناسایی والدین شخصیت‌های مهم‌تر دیگر وجود دارد.

## ریشه‌شناسی نام
نام پرسس از واژه یونانی باستان perthō (πέρθω) به‌معنی «غارت کردن» و «ویران کردن» گرفته شده‌است.

## اسطوره‌شناسی
هزیود پرسس را «در میان همه انسان‌ها، برجسته در خرد» توصیف می‌کند. او با استریا، دختر فوبه و کئوس، ازدواج کرد، و از او صاحب یک فرزند به نام هکاته شد که توسط زئوس به الهه سحر و جادوگری مفتخر شد. در برخی روایت‌ها نیز پدر چاریکلو، همسر کیرون است.